# Georges Verlaine
Georges Verlaine, né à Paris, le 30 octobre 1871 et mort dans cette même ville, le 31 août 1926, est le fils de Paul Verlaine et de Mathilde Mauté.

## Éléments biographiques

### Prime jeunesse

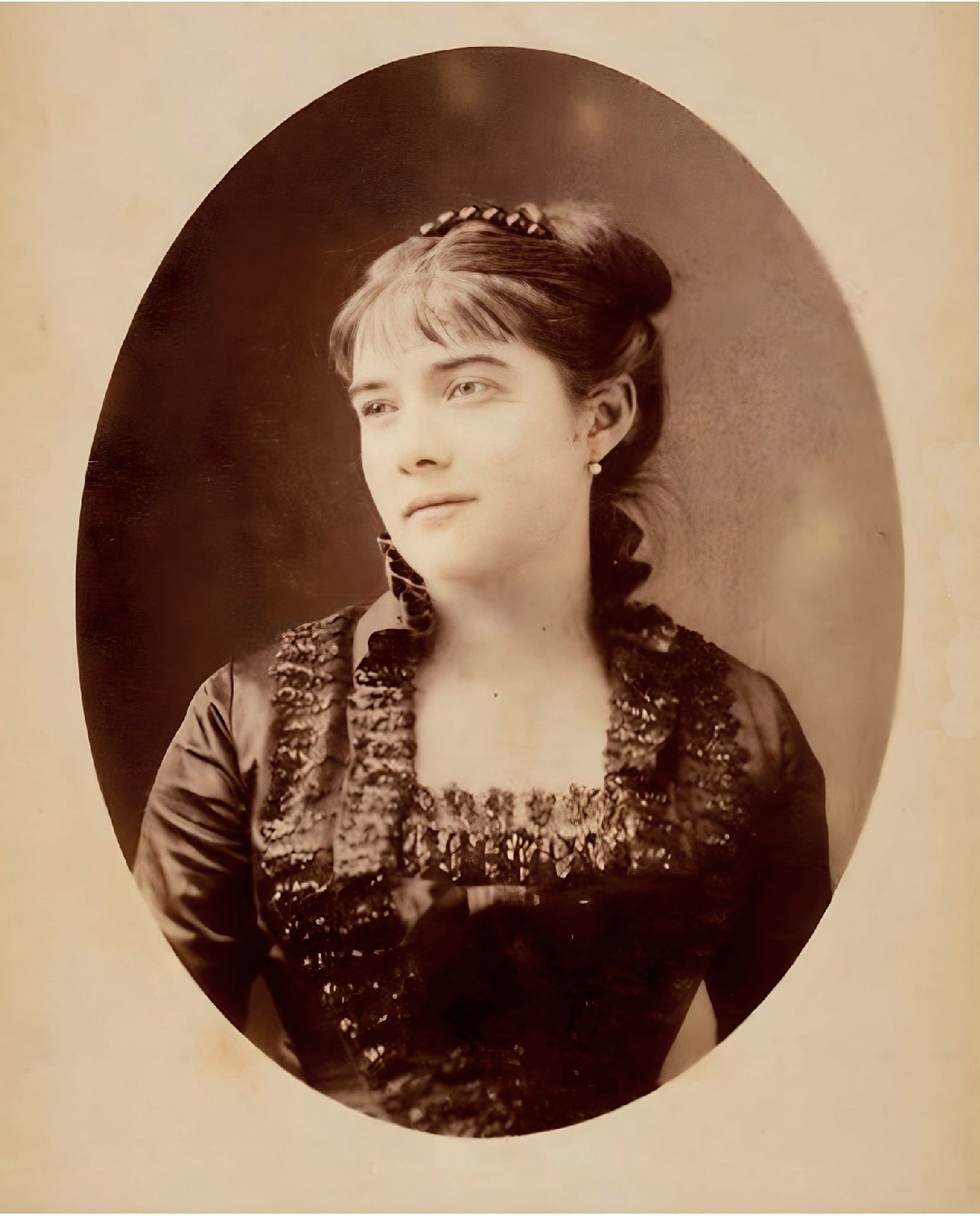
La mère de Georges Verlaine, par Alphonse Liébert, vers 1870.

Lorsque Georges Verlaine naît à Paris, le 30 octobre 1871, ses parents habitent au 14 de la rue Nicolet chez les beaux-parents de Verlaine. Arthur Rimbaud est déjà à Paris, il a même été hébergé rue Nicolet pendant quelques semaines. Le couple que forment Mathilde Mauté et Paul Verlaine a déjà traversé une première crise majeure lorsque Verlaine, ivre d'absinthe, s'est emparé de Mathilde pour la jeter au sol au pied du lit où elle venait de se coucher. La raison de ce courroux avait été déclenchée par le fait que Mathilde avait dit de Rimbaud qu'il était indélicat en commentaire de ce que Paul Verlaine venait de lui expliquer, à savoir qu'il volait des livres dans les librairies de Charleville. C'était huit jours avant son accouchement.
Après son accouchement, très affaiblie, Mathilde bénéficie des soins constants d'une garde-malade qui loge dans sa chambre. Verlaine, lorsqu'il rentre, dispose de la chambre qui jouxte la sienne. La garde-malade doit s'interposer à plusieurs reprises pour repousser les assauts violents de Verlaine envers sa femme, et aura même à le menacer d'un tisonnier rougi au feu.
En janvier 1872, c'est cette fois directement à son fils, alors âgé d'à peine trois mois, qu'il s'en prend en l'arrachant aux bras de sa mère et en le jetant violemment, heurtant le mur, dans son lit. Verlaine tente alors d'étrangler Mathilde. Les parents de Mathilde, alertés par les cris de cette dernière, interviennent. Monsieur Mauté empoigne son gendre pour le faire lâcher prise. C'en est trop ; avec l'aide de l'avoué de son père, une demande de séparation de corps et de biens est introduite, ainsi qu'une assignation pour coups, sévices et injures graves.
Verlaine ne tarde pas à réagir. Arthur Rimbaud quitte Paris. Verlaine se confond en excuses et réintègre le domicile conjugal: s'ensuivent quelques jours de répit, puis les délires alcooliques reprennent. Un soir, il s'empare même de Georges, qui était toujours en nourrice, pour l'amener chez sa mère. Mathilde ne le récupérera que le lendemain.
Le 7 juillet 1872, Mathilde reçoit un courrier de son mari qui a disparu depuis plusieurs jours et que l'on cherche en vain dans le tout Paris ; il est envoyé depuis Bruxelles. Verlaine ne rentrera pas, il y a rejoint Rimbaud. Mathilde et sa mère se rendent à Bruxelles pour tenter de le raisonner, pensent y parvenir ; mais au passage de la frontière, sur le chemin du retour, Verlaine s'éclipse. Il ne reparaîtra plus.
Depuis la gare, il adresse à Mathilde ce message :

« Misérable fée carotte, princesse souris, punaise qu'attendent les deux doigts et le pot, vous m'avez fait tout, vous avez peut-être tué le cœur de mon ami ; je rejoins Rimbaud, s'il veut encore de moi après cette trahison que vous m'avez fait faire. »

Quelques jours avant son arrestation à Bruxelles pour les blessures par armes à feu qu'il a infligé à Arthur Rimbaud, Verlaine écrit à Victor Hugo pour qu'il intercède en sa faveur auprès de Mathilde, qu'il recevait régulièrement chez lui. Victor Hugo qui en avait longuement parlé avec Mathilde lui fit la réponse suivante : « Mon pauvre poète, Je verrai votre charmante femme et lui parlerai en votre faveur au nom de votre tout petit garçon. Courage et revenez au vrai ».

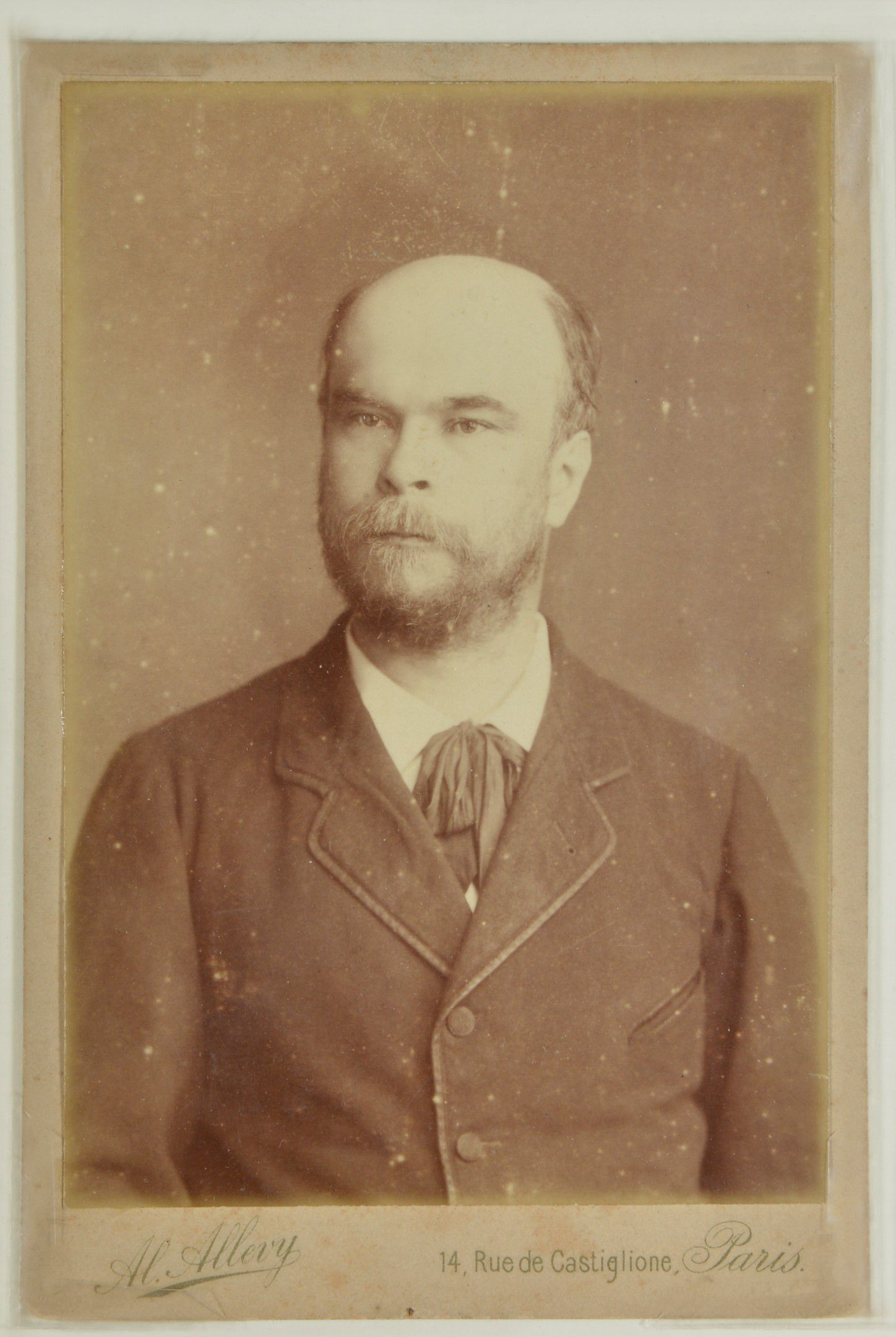
Paul Verlaine (Alcide Allevy, 1883).

C'est pendant son incarcération que la séparation de corps et de biens est prononcée, le 24 avril 1874.
Verlaine est emprisonné pour deux années, d'abord à Bruxelles, ensuite à Mons. Il est libéré anticipativement pour bonne conduite, le 16 janvier 1875.
C'est à cette époque que Paul Verlaine tente de revoir son fils dont la garde exclusive avait été confiée à sa mère. En octobre 1876, tandis qu'il enseigne le français et le latin, au collège Saint-Aloysius de Bournemouth, dans le sud de l'Angleterre, il adresse une longue lettre à son ex-belle-mère, Antoinette-Flore Mauté. Une visite à Paris est projetée pour la Noël. Au bas d'un des échanges épistolaires avec Madame Mauté, il adresse ce message à Georges : « Mon cher petit Georges, tu vas avoir cinq ans, tu es un grand garçon maintenant. Il faut être bien sage, bien travailler à l'école, être toujours obéissant, car, quand on te dit de faire ou de ne pas faire quelque chose, c'est pour ton bien. Aime bien Bon Papa, Bonne Maman, ta petite Maman, et aussi ton petit Papa qui t'embrasse bien, bien fort. Paul Verlaine ».
L'année suivante, de retour en France, il est professeur au collège Notre-Dame de Rethel. Quelques échanges épistolaires ont à nouveau lieu. Mathilde n'y croit pas : « Malheureusement ses bonnes dispositions ne duraient pas. Il cessa d'écrire à ma mère, parut oublier qu'il avait un fils, et nous n'entendîmes plus parler de lui »,.
En juillet 1878, Georges est gravement souffrant. Verlaine, alors professeur au collège Notre-Dame de Rethel, l'apprend et adresse une lettre à ses beaux-parents pour pouvoir voir l'enfant. Les parents de Mathilde acceptent, ce qui le rendit heureux. Madame Mauté lui écrit : « Rien ne sera jamais révélé à votre fils qui sera élevé dans le respect de la famille et il est peu probable qu'il apprenne quoi que ce soit de ce qui vous concerne par des étrangers surtout si vous continuez à vivre loin de Paris, et éloigné de ceux qui vous ont connu à une autre époque. Quant à votre projet d'entrer en religion vous êtes le seul juge de ce que vous devez faire et ne puis vous donner aucun conseil à ce sujet. Georges va de mieux en mieux, un mois de campagne achèvera de le remettre tout à fait. […] Georges me charge de vous embrasser de tout son cœur ».
En prison, Verlaine s'était en effet converti et, comme le dit Mathilde dans ses Mémoires, elle n'a aucune raison de douter que cela fut sincère.
Georges est envoyé à la campagne, où il passe sa convalescence au Grand-Hôtel de Pierrefonds. En octobre 1878, une entrevue est organisée entre Georges et son père, Rue Nicolet. Ce sera la dernière.
Verlaine écrit encore à l'une ou l'autre occasion à Madame Mauté, dont il obtient des nouvelles de son fils. Puis, à nouveau, plus rien. Verlaine, son contrat n'ayant pas été renouvelé, avait quitté Rethel ; Il avait rencontré un jeune collégien, Lucien Létinois.
À l'âge de neuf ans, vers 1881, Georges est inscrit à l'internat du collège de Pons en Charente-Maritime,.

### Adolescence

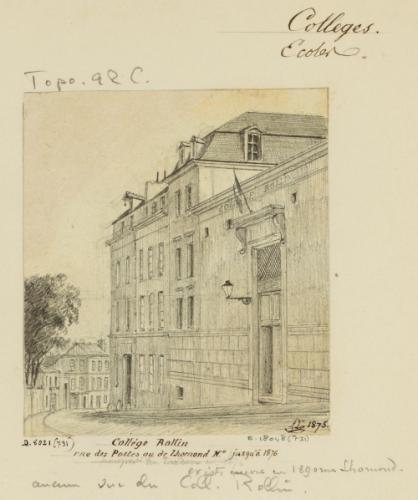
Le Collège Rollin, rue des Postes, en 1875 par Léon Leymonnerye.

Sur les conseils de son père, Mathilde Mauté épouse en secondes noces, 30 octobre 1886, toujours à Paris (18e arrondissement), Bienvenu Auguste Delporte, ingénieur, entrepreneur en bâtiment belge, lui-même divorcé,.
Le 21 novembre 1886, Paul Verlaine qui vient d'apprendre que Stéphane Mallarmé a été un temps professeur de son fils au collège Rollin, lui adresse ce courrier : « Mon cher Mallarmé, J'apprends que ma femme s'est « remariée ». Les bras ne m'en tombent pas et je plains cette excommuniée, mais l'heure sonne, ou je me trompe fort, où je dois m'occuper plus activement de mon fils que je n'ai pu voir et avec qui je n'ai pu avoir aucune communication depuis 79. J'ai su — et quel bonheur ce m'a été — par Vanier et Ghil que vous avez été un jour le professeur de cet enfant et que vous avez bien voulu lui parler de moi. Je viens aujourd'hui vous demander tous les détails possibles. Le gamin est-il bien portant, paraît-il son âge de 15 ans, vous a-t-il semblé intelligent ? En quelle classe est-il, quelles études fait-il, vers quoi le pousse-t-on vraisemblablement ? (moi, je le voudrais militaire - Saint-Cyr ou de préférence Polytechnique). Enfin, est-il externe ou pensionnaire, et que me conseillez-vous, la mère me refusant de me le faire voir, pour le voir ? Lui écrire, mais les lettres adressées au collège lui parviendraient-elles ? Aller moi-même à Rollin m'est impossible vu ma maladie. Enfin, l'enfant n'aurait-il point parlé de votre conversation avec lui, d'où alors, son retrait de votre classe ? Soyez un ange et répondez à ces question, n'est-ce pas ? ». Mallarmé lui répond, mène l'enquête, mais sans grand succès.
Après une année passée en Angleterre, en 1891-1892, Georges Verlaine commence un apprentissage chez un horloger d'Orléans qui lui transmet son métier. Il rejoint ensuite sa mère qui, depuis 1890, vit entre Bruxelles et Alger.

### Les impossibles retrouvailles

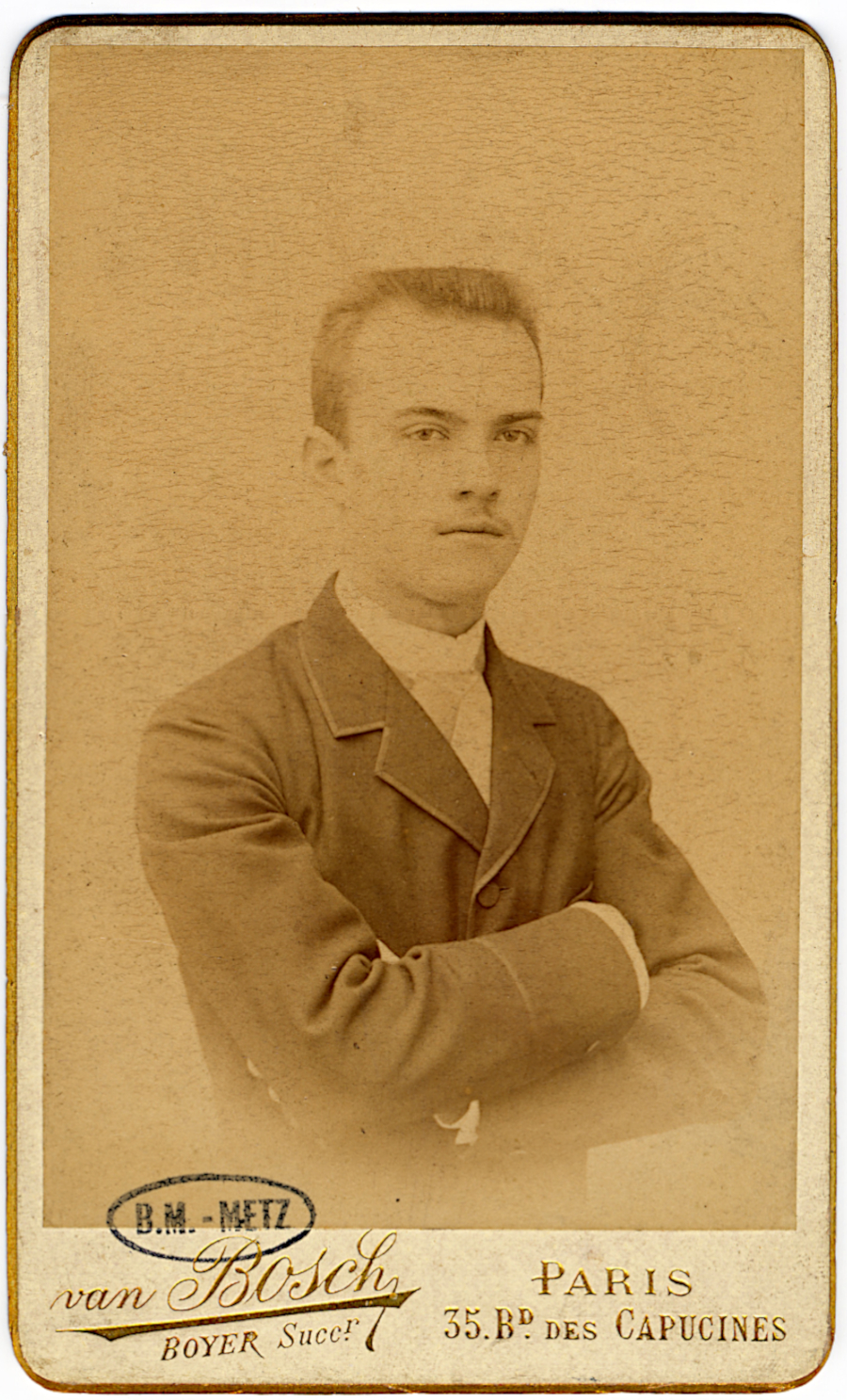
Georges Verlaine, vers 1892 (par Paul Boyer).

En juillet 1895, Auguste et Mathilde Delporte quittent Alger avec leurs deux enfants, Suzanne et le tout jeune Félix, laissant à Georges, alors âgé de 24 ans, de quoi subvenir à ses besoins durant plusieurs mois en vue de planifier son installation définitive à Alger qu'il aimait tant. Après à peine quelques semaines, Georges, sachant pourtant se montrer économe et peu dépensier, se retrouve dans le dénuement le plus complet, errant, hagard, dans les rues de la ville. Il ne possédait plus que les vêtements qu'il portait sur lui et s'était même séparé de son précieux outillage d'horloger auquel il tenait beaucoup. Un matin, une amie de sa mère le découvre endormi dans son écurie. Georges est incapable d'expliquer pourquoi il se trouve là. Il semblait amnésique, parlant d'une voix altérée en faisant des gestes saccadés comme s'il eût été somnambule.
Les amis des Delporte le renvoient en Belgique où il s'installe, en octobre 1895, trois semaines à Soignies chez un ami horloger de son âge avec lequel il avait appris le métier.

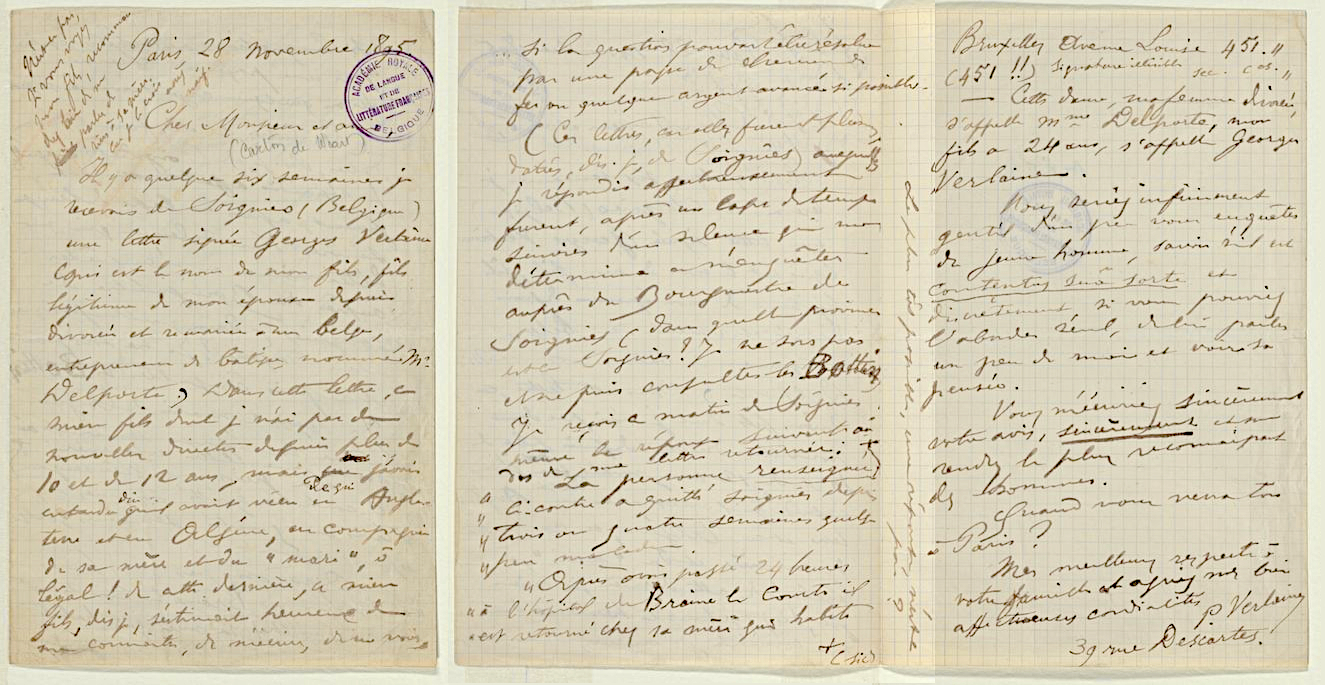
Lettre de Paul Verlaine adressée à Henry Carton de Wiart à propos de son fils.

Allant tout d'abord un peu mieux, il fait une rechute et est soigné durant 48 heures à Braine-le-Comte par le docteur Émile Depoitte qui contacte son confrère à Bruxelles, le docteur Van Velsen. Ce dernier le voit en consultation à Bruxelles début novembre 1895. Il le met sous hypnose et parvient après plusieurs heures à le sortir de son état de torpeur. Il le rendort par la suite pour lui faire raconter son histoire. Georges explique alors qu'en août 1895, il était à Oran et qu'il y fit la rencontre d'un certain Bayant qui l'a hypnotisé et par là forcé à adopter de tels comportements et, finalement, toujours sous la puissante force de suggestion de ce Bayant à tomber en léthargie lorsqu'il séjournait à Soignies. Aujourd'hui, explique le professeur dans les colonnes du journal Le Rappel, toute influence néfaste a été levée. Le docteur Prosper Van Velsen poursuit : « Il est absolument certain que Georges Verlaine est loin d'être le déséquilibré ou l'alcoolique, comme beaucoup de journaux l'ont écrit. Je considère comme un devoir de faire connaître ces faits qui, mal interprétés, pourraient causer un tort considérable à Georges Verlaine ».
C'est lors de son séjour à Soignies que Georges Verlaine tente de renouer avec ce père qu'il n'a plus revu depuis 1878. Il lui écrit en octobre 1895 pour lui dire qu'il souhaiterait « causer un brin » avec son père et lui suggère de venir à Soignies, ou de lui faire parvenir quelque deniers pour qu'il puisse venir le voir à Paris. Verlaine lui répond « affectueusement », lui expliquant que son état de santé ne lui permettait pas d'envisager un tel voyage et qu'en outre, pour ce qui est des deniers, il traversait actuellement une « crise pécuniaire assez carabinée ». Depuis, il est sans nouvelle de Georges. Paul Verlaine ne recevant plus de réponse à ses courriers écrit au bourgmestre de Soignies, sa lettre lui est retournée avec une mention laconique stipulant qu'il n'habitait plus dans la localité et qu'il était, étant quelque peu malade, rentré à Bruxelles, chez les Delporte, au 451 de l'avenue Louise. Paul Verlaine, dans une lettre qu'il lui adresse de Paris, le 28 novembre 1895, charge son ami et avocat bruxellois, Henry Carton de Wiart, de mener une enquête en Belgique, de contacter Soignies et de retrouver la trace de cet horloger Colet à Soignies, de ce docteur Depoitte à Braine-le-Comte. Son enquête ne mène nulle part: il n'y a pas de Delporte au 451 de l'avenue Louise... et pour cause, ils habitent au 457 ! Paul Verlaine en arrive à douter de tout, envisage des escroqueries parisiennes ou des manœuvres maternelles. Le 23 décembre 1895, il vient « importuner une dernière fois » son ami bruxellois pour relancer son enquête.

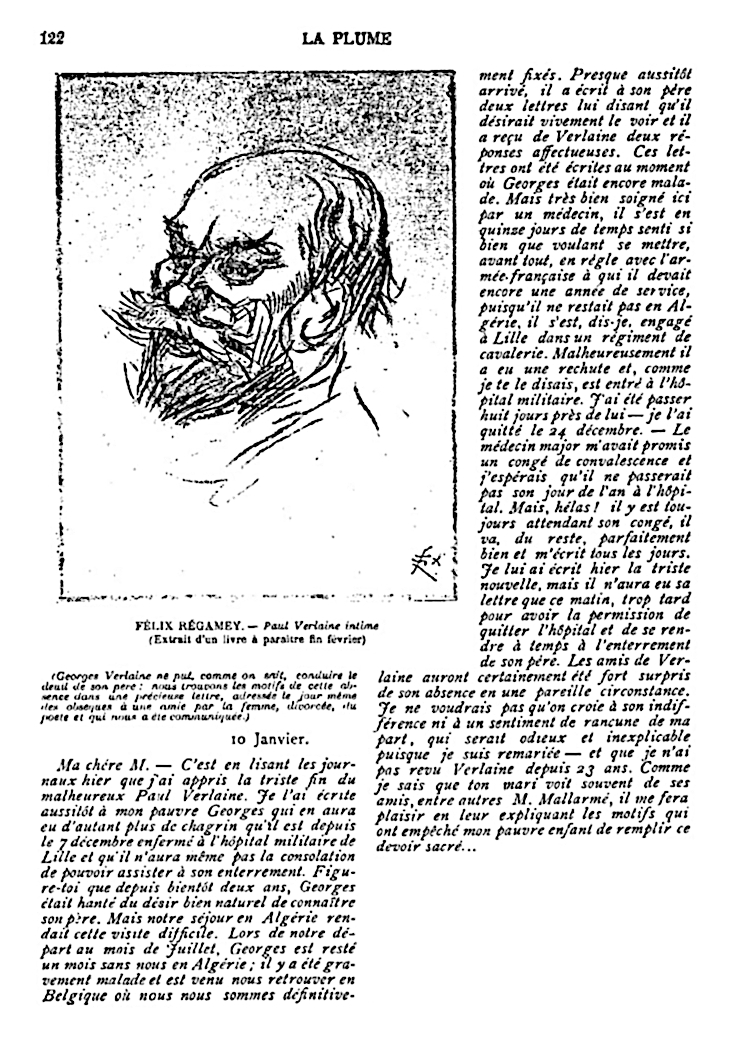
Lettre de Mathilde Mauté adressée à Marguerite Dauphin et publiée dans la revue littéraire La Plume en février 1896 (illustration Paul Verlaine par Félix Régamey).

Le père et le fils ne se reverront pas. Paul Verlaine meurt quinze jours plus tard, le 8 janvier 1896. Quelques jours plus tard, le 20 janvier 1896, Georges Verlaine, grâce à Van Velsen, rencontre enfin à Bruxelles Henry Carton de Wiart qui lui lit les courriers de son défunt père et lui explique ses tentatives pour revoir son fils. Ce dernier, n'ayant pu se rendre aux funérailles de son père en raison de son état de santé, est brocardé par la presse. Il adresse une lettre ouverte au Figaro, le 23 janvier 1896 :

« Bruxelles, le 23 janvier 1896.
Monsieur le Rédacteur en Chef.
Depuis la mort de mon pauvre père, la presse s'est beaucoup occupée de lui, de sa vie et de son œuvre. Je remercie de tout cœur les écrivains qui ont rendu hommage à cette chère mémoire. Mais je demande la permission de répondre quelques mots à ceux qui ont cru bon de me mettre moi-même en cause d'une manière assez inattendue. Tout d'abord, si je n'ai pu assister aux funérailles de mon père, ce qui restera pour moi un sujet de regrets, c'est par suite de diverses circonstances fâcheuses que je résume ici. Il y a trois mois à peine, arrivé en Belgique, venant d'Algérie, j'ai cherché à revoir mon père, je lui ai écrit plusieurs fois ; il m'a répondu affectueusement ; j'étais prêt à partir pour Paris. C'est alors que j'ai été atteint de crises de sommeil léthargique durant trois, quatre et même cinq jours. Le dernier de ces sommeils, qui m'a pris pendant que j'étais à Lille, a coïncidé avec la mort de mon père et m'a empêché d'assister à ses funérailles. En second lieu, je ne suis pas, comme on l'a dit, un déséquilibré. Du moins, je ne le pense pas. Les crises dont j'ai été atteint ont été provoquées, ainsi que le déclare M. le Docteur Van Velsen, dans le certificat que je joins à cette lettre, par l'influence hypnotique qu'un individu rencontré en Algérie avait acquise sur moi. C'est, cette influence hypnotique qui, au dire des médecins, explique aussi les faits du fort Lamoune à Oran dont plusieurs journaux ont parlé. J'espère que ces renseignements suffiront à édifier les gens de bonne foi. Je suis fier de mon père et de son œuvre et tout mon désir est de me conformer au testament qu'il m'a laissé dans « Amour » :
« Crains Dieu, ne hais personne »
« Et porte bien ton nom qui fut porté dûment »
Un dernier mot au sujet de la succession littéraire de mon père : J'entends veiller pieusement aux publications présentes et futures de ses livres. C'est pourquoi, j'ai prié un avocat de Bruxelles, M. Carton de Wiart, de vouloir bien sauvegarder tous mes droits. Vous m'obligeriez beaucoup en publiant celte lettre, Monsieur le Rédacteur en Chef, et je vous prie d'agréer l'assurance de mes sentiments distingués. - Georges Verlaine,,. »

En effet, apparemment sorti définitivement de son hébétude hypnotique, Georges Verlaine devait se mettre en ordre avec ses obligations militaires. Il avait commencé son service militaire au 2e régiment de chasseurs d'Afrique à Oran, mais, ayant dû l'écourter, il entre ainsi au régiment à Lille en décembre 1895 pour le terminer ; mais quelques semaines plus tard, c'est la rechute, Georges est admis à l'hôpital militaire. Sa mère, Mathilde Delporte, reste huit jours à son chevet et regagne Bruxelles le 24 décembre 1895 espérant, en vain, que le médecin-major lui octroie un congé pour le nouvel-an,. Début 1896, son état s'améliore, mais il est encore gardé en observation et il n'est autorisé à quitter l'hôpital militaire que le 13 janvier, ce qui l'empêche de prendre part aux funérailles de son père.

### Après la mort de son père

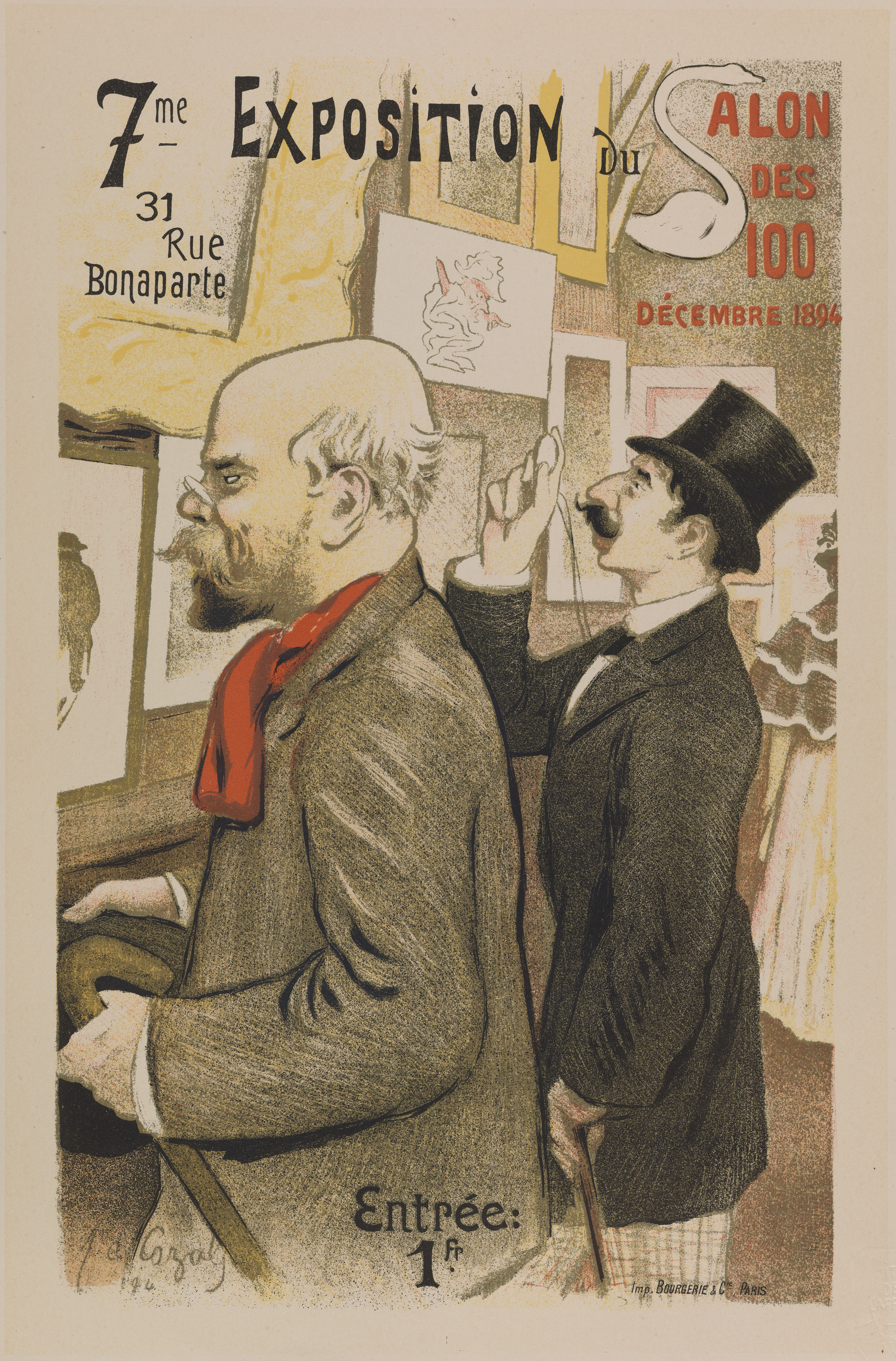
« Verlaine et Moréas au Salon des Cent », par Cazals (décembre 1894).

Ses obligations militaires prennent fin en octobre 1896. Georges rend visite aux anciens amis de son père dont Léon Deschamps qui l'accueille à bras ouverts comme un enfant de la famille. De nombreux amis de Paul Verlaine comme Joseph Uzanne veillent au devenir de Georges. Ils lui trouvent un premier emploi de commis pour le journal La Plume. Il sera même un temps secrétaire pour Edmond Lepelletier avant d'être engagé par la compagnie du chemin de fer métropolitain de Paris. Il est tout d'abord poinçonneur à la station Malesherbes et en fin de carrière, il finit chef de gare de la toute récente station de Villiers.
Georges confie à Henry Carton de Wiart la tâche de veiller au patrimoine littéraire laissé par son père. Georges prendra cette tâche à cœur et s'opposera ainsi à la publication des Mémoires de sa mère qui ne seront publiées finalement qu'en 1935. Il poursuivra également Léon Vanier pour avoir publié d'initiative et sans concertation avec les ayants droit une œuvre inédite de son père.

« Au-dessus de tout cela, il y a pour moi le culte de la mémoire de mon père. Lorsque j'ai appris que l'on voulait faire paraître des notes par trop vengeresses que ma mère avait écrites sur son ménage malheureux, je me suis indigné. Certes, ce fut un ménage pénible, une triste page dans leur vie commune. Victor Hugo avait voulu ramener Verlaine à ma mère. Il lui avait dit : « Revenez au vrai ». Il ne put ou ne sut pas. Mais à quoi bon ressusciter ses torts ?
Pourquoi parler de l'homme? L'œuvre, seule, subsiste. »

En 1900, le couple Delporte-Mauté s'installe définitivement à Alger. Les nombreuses aventures extra-conjugales d'Auguste Delporte ont raison du couple et le 12 mai 1905 le tribunal d'Alger prononce le divorce. Sa mère, après un séjour en Italie et à Monte-Carlo, reprend une pension de famille et s'installe à Nice.
Le 20 février 1906, Georges épouse, à Paris, Alexandrine Corbeau, mère de deux enfants nés d'un premier mariage. En décembre 1910, il est frappé de congestion cérébrale tandis qu'il prend son service contre l'avis de son épouse. Il est hospitalisé à l'hôpital Beaujon. Pendant une semaine, la presse le donne pour mort et Georges Verlaine doit faire publier un démenti pour que la rumeur cesse.
Sa mère meurt en 1914 à Nice, son demi-frère, Félix, meurt en 1918 des suites d'une pneumonie et Suzanne, de santé fragile, meurt en 1923 de la même maladie.

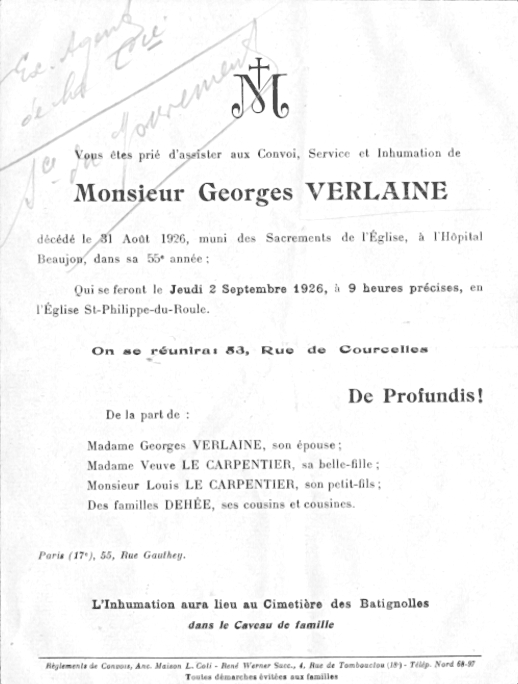
Georges Verlaine est inhumé au côté de son père dans le caveau familial au Cimetière des Batignolles, le 2 septembre 1926.

En avril 1924, Maurice Hamel souhaite rencontrer le fils du « pauvre Lélian ». Il publie son entretien dans la revue Comœdia :

« Ma situation, quoique bien modeste, m'assure une existence calme et la considération de mes chefs. Je suis surveillant de quai à la station du métropolitain Villiers. Tout le monde se montre bien gentil à mon égard.
MM. les médecins et les ingénieurs causent volontiers avec moi, et mes chefs sont bons et compatissants. Ils m'évitent les tracas et les ennuis : « Il ne faut pas lui faire de peine : c'est le fils de Verlaine », disent-ils.
Moi, voyez-vous monsieur, cela me touche : c'est beau.
— Mais cela vous est dû, Verlaine !
Georges Verlaine sourit ; mais dans le fond de son sourire il y a une émotion, une émotion vraie, sincère.
C'est un sensible et un doux.
— Seulement, par contre, il y a quelque chose qui me fait de la peine, beaucoup de peine.
— Et c'est ?
— C'est d'entendre. Ah! monsieur dois-je vous dire ces choses-là ? Eh ! bien, oui je vais vous faire cet aveu : c'est d'entendre des voyageurs grincheux, furieux, en colère, en colère contre moi, parce que je leur ferme la portière pour qu'il n'arrive pas d'accident au moment ou le train démarre, c'est d'entendre ces voyageurs s'écrier en s'adressant à moi : « espèce d imbécile ! », « abruti ! » Je sais bien qu'ils ne peuvent pas être au courant. C'est égal. tout de même. ça me fait beaucoup de peine. C'est vrai, monsieur, que je suis le fils d'un grand poète, d'un poète dont le nom rayonnera de plus en plus, dont le génie chantera de plus en plus haut dans le grand silence de l'histoire. Ah ! mon père ! et dire que je l'ai si peu connu et que j'ai si peu de choses de lui.
En effet, dans le logement de Georges Verlaine les seules reliques qui y figurent, accrochées aux murs, ce sont les images arrachées à quelque album, les feuillets détachés de quelques livres. Georges, éternel orphelin, abandonné du grand poète qui suivait le caprice de sa douloureuse et hasardeuse fantaisie, éloigné de sa mère de très bonne heure, Georges était à l'hôpital militaire de Lille lorsqu'une dépêche vint lui annoncer que le pauvre Lélian était mort.
Il ne le connut presque pas. Mais quel souvenir, cependant, il en a gardé, souvenir attendri et jaloux, souvenir dévotieux et frissonnant! L'admiration brûle d'une flamme que rien ne peut éteindre dans le cœur de ce fils pour un père dont il a ignoré les baisers, mais dont il contemple tous les jours la pensée et le génie. »

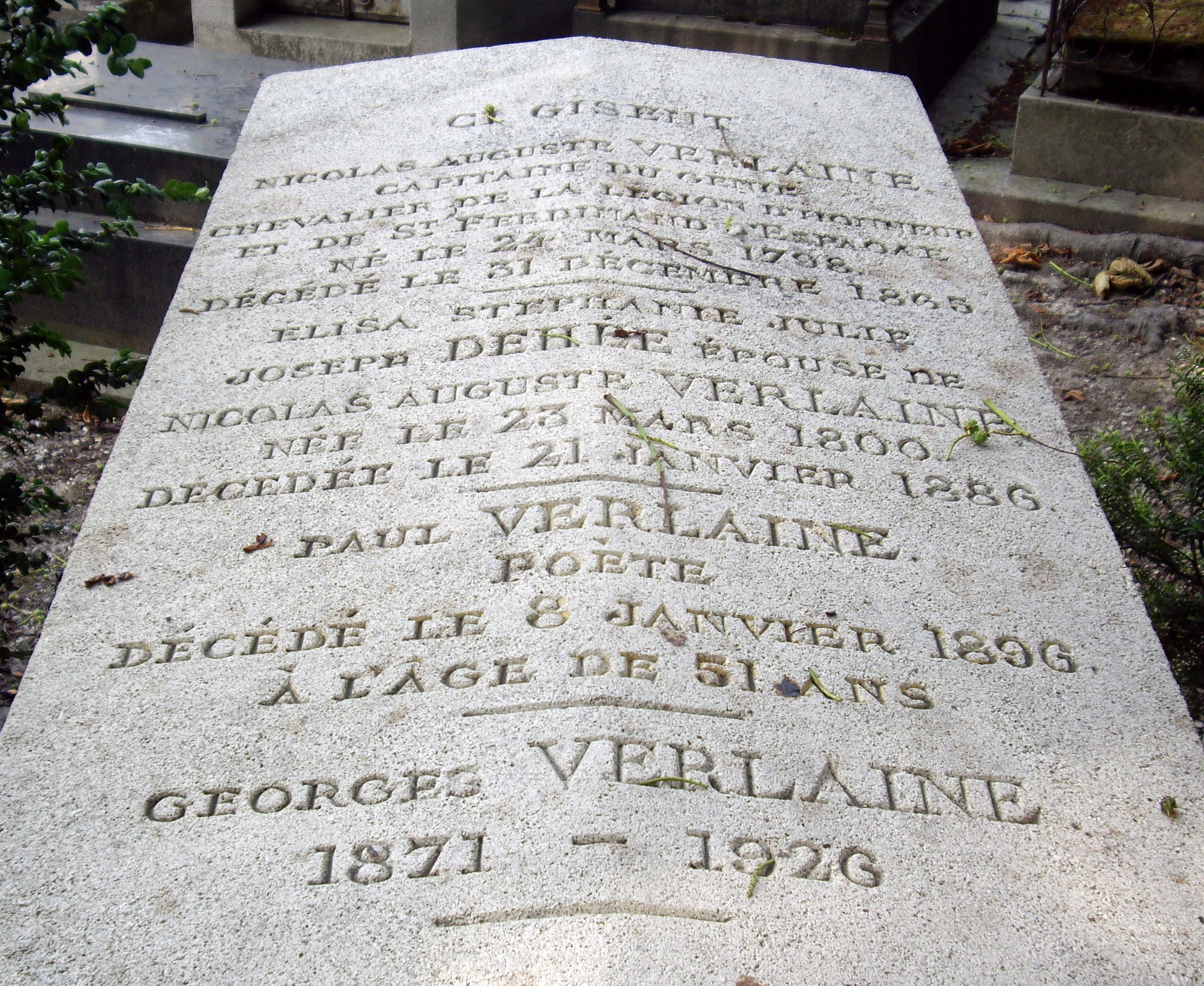
Tombe de Paul et de Georges Verlaine, Paris, cimetière des Batignolles.

De santé fragile également, Georges connaît de nouveaux épisodes d'amnésie qui le poussent à prendre une retraite anticipée fin décembre 1924 à l'âge de 53 ans. Accablé par la boisson et les médicaments, il meurt moins de deux années plus tard, sans postérité, à l'hôpital Beaujon, le 31 août 1926. Ses obsèques sont célébrées en l'église Saint-Philippe-du-Roule.
Il repose au côté de son père et de ses grands-parents, Nicolas et Élisa Verlaine au cimetière des Batignolles à Paris.

## Publication
Georges Verlaine est également auteur de quelques poésies dont une qui fut publiée par L'Éclair à l'occasion du décès de son père en 1896. Le poème évoque les souffrances de sa mère, Mathilde Mauté.
- Georges Verlaine, Larmes de femme, janvier 1890 (lire en ligne).